# فارس الرومانسية (مسلسل)
فارس الرومانسية
مسلسل مصري إنتاج عام 2003 حول الأديب والوزير الكبير يوسف السباعي منذ مولده وحتى اغتياله في قبرص 1978، وعلاقته بعبد الناصر والسادات والضباط الأحرار

## الممثلون
| - محمد رياض: يوسف السباعي - رانيا فريد شوقي: دولت طه السباعي - أحمد خليل: طه السباعي عم يوسف وحماه - سوسن بدر: نفيسة زوجة طه السباعي وام دولت - نهال عنبر: عزيزة والدة يوسف السباعي - محمود الجندي: محمد السباعي والد يوسف - أمينة رزق: جدة يوسف السباعي - عبد العزيز مخيون: حسن حافظ حما محمود السباعي - أحمد شاكر عبد اللطيف: محمود السباعي أخو يوسف - زيزي مصطفى: سنية زوج حسن حافظ - صلاح رشوان: عبد الرحمن الشرقاوي - مصطفى رزق: الصحفي جلال صادق - عصام شكري:إحسان عبد القدوس - سلوى عثمان:زينب أخت محمود وطه السباعي - رانيا يوسف: فريدة حافظ زوجة محمود السباعي - أحمد الشافعي:إسماعيل طه السباعي - سيد خاطر:احمد فؤاد محمد - زين نصار: الرئيس محمد أنور السادات - ياسر علي ماهر: الرئيس جمال عبد الناصر - مدحت مرسي:توفيق الحكيم - محمد ريحان: طه حسين | - أحمد رفعت: أحمد مظهر - مجدي البنداري: عز الدين ذو الفقار - طارق شرف: أحمد إسماعيل علي - صبري عبد المنعم: إبراهيم المازني - أمين هاشم: والد محمود وطه - حسام الجندي:يوسف السباعي شاب - معوض إسماعيل: محمود السباعي شابا - حسين صفوت: أحمد السباعي - دينا نور: منى عاشقة يوسف - نهال صدقي: بهية يوسف السباعي - محمد فهيم: حودة ابن رتيبة - حسن نوح: أسماعيل طه السباعي شابا - سارة عبد اللطيف: سناء حافظ زوجة أحمد - نفرتاري: سعاد صديقة دولت - احمد خيري: إسماعيل يوسف السباعي - نوال سمير:الممثلة نادية - محمد كريم: شريف صبري سالم - أحمد الطاهر: الصحفي فوزي - حسن العدل: الكاتب أمين - كمال الألفي: صبري باشا سالم - علاء زينهم: سيد صديق محمد السباعي | - عبد السلام الدهشان: الكاتب عبد الحليم - عزت بدران: جمال سالم - علاء خميس - محمود عامر - محمود عبد الغفار:محامي - محمود زكي - شهيرة كمال - محمد زين - محمود طاهر - عنايات صالح: رتيبة الخادمة - معتز السويفي - حسن الديب: كرياكو - سمير الليثي - احمد المهر - نبيل الزقزوقي - جلال الهجرسي - محسن صبري - بركات زكي - طارق كامل - محمد إمام | - عبد اللطيف الطحاوي - طارق إسماعيل - عمرو فارس - شيماء سليم - فتحي السجان - ماهر محمود - أشرف أمين - وليد بدر - مصطفى السيد - جمال يوسف: زكريا محيي الدين - جمال زغلول - عطا الغمراوي - عادل خلف:محامي - محمد إبراهيم - محمود جليفون - مجدي فوزي - محمد رمضان - شوقي المغازي - محمد عاشور - إبراهيم بعلوشة | - سحر عبد الحميد: سعدية خادمة طه - سعيد عطيه - يوسف جلال - عبد المنعم المرصفي: مرصفي صديق إسماعيل - صابر عبد الله - سيد عبد الفتاح - محمود عبد العظيم - عبد العاطي صالح - عبد الحميد سند: ضابط بالقلم السياسي - عبد الحكيم درويش - سمير حكيم - ليلى عز العرب - رامز سعد: طفل - هايدي أحمد: طفلة - هادي خفاجة: طفل - لمياء عبد الحميد: طفل - ياسين عبد الحكيم: طفل - محمود مهدي: طفل - شريف مدبولي: طفل - محمد إبراهيم غزال: طفل |